# Jane Eaglen
Jane Eaglen (Lincoln, 4 aprile 1960) è un soprano inglese.

## Biografia
Ha studiato pianoforte e canto dai cinque ai sedici anni con insegnanti locali, proseguendo gli studi al Royal Northern College of Music di Manchester sotto la guida di Joseph Ward.
Nel 1984 è entrata a far parte della compagnia della English National Opera dove ha svolto un breve tirocinio in ruoli di comprimario prima di affrontare parti di rilievo (Leonora ne Il trovatore e Santuzza in Cavalleria rusticana (opera)). Jane Eaglen ha cantato da allora in tutto il mondo in un repertorio di soprano drammatico, mettendosi in luce soprattutto in Norma, Turandot e Brunilde.
Nel corso degli anni ha ricevuto diverse lauree honoris causa: McGill University di Montréal (2005), Università di Bishop Grosseteste (2009), oltre ad insegnare a Berea (Ohio), Seattle, Glasgow e Cardiff.

## Vocalità e personalità interpretativa
Dotata di una voce calda, duttile, potente ed estesa fino al re naturale, tende tuttavia ad ingolare i suoni causando un indurimento del settore acuto.

## Repertorio
Amilcare Ponchielli
- La Gioconda (Gioconda)

Giacomo Puccini
- Tosca (Floria Tosca)
- Turandot (Turandot)

Giuseppe Verdi
- Il trovatore (Leonora)
- Macbeth (Lady Macbeth)
- Nabucco (Abigaille)

Pietro Mascagni
- Cavalleria rusticana (Santuzza)

Richard Strauss
- Ariadne auf Naxos (Ariadne, Primadonna)

Richard Wagner
- Der fliegende Holländer (Senta)
- Der Ring des Nibelungen  (Brünnhilde)
- Lohengrin (Ortrud)
- Tristan und Isolde (Isolde)

Vincenzo Bellini
- Norma (Norma)

Wolfgang Amadeus Mozart
- Don Giovanni (Donna Anna)

## Discografia parziale
- Beethoven: Symphony No. 9 In D Minor, Op. 125 "Choral" - Berliner Philharmoniker/Claudio Abbado, 1994/1996 Sony/CBS
- Bellini: Norma - Coro e Orchestra del Maggio Musicale Fiorentino/Ernesto Gavazzi/Eva Mei/Jane Eaglen/Carmela Remigio/Vincenzo La Scola, direttore Riccardo Muti, 1994 EMI/Warner
- Mahler, Sinf. n. 8 - Chailly/CGO/Eaglen/Heppner, 2000 Decca
- Mayr: Medea In Corinto - Jane Eaglen, 2000 Opera Rara
- Strauss: Four Last Songs - Wagner: Wesendonck Lieder - Berg: Seven Early Songs - Donald Runnicles/Jane Eaglen/London Symphony Orchestra, 2000 SONY BMG
- Wagner: Tannhäuser - Alfred Reiter/Chor der Deutschen Staatsoper Berlin/Daniel Barenboim/Dorothea Röschmann/Gunnar Gudbjornsson/Hanno Müller-Brachmann/Jane Eaglen/Peter Seiffert/René Pape/Staatskapelle Berlin/Stephan Rügamer/Thomas Hampson/Waltraud Meier, 2001 Warner - Grammy Award for Best Opera Recording 2003
- Wagner: Der fliegende Holländer - Chor der Deutschen Staatsoper Berlin/Daniel Barenboim/Falk Struckmann/Felicity Palmer/Jane Eaglen/Peter Seiffert/Robert Holl/Rolando Villazón/Staatskapelle Berlin, 2002 Warner
- Sense & Sensibility (Ragione e sentimento (film)) - Jane Eaglen/Patrick Doyle/Robert Ziegler/Tony Hymas, 1995 SONY BMG
- Eaglen - Bellini, Wagner - Jane Eaglen/Sir Mark Elder, 1996 SONY BMG
- Eaglen Sings Mozart & Strauss - Jane Eaglen/Israel Philharmonic Orchestra, 1998 Sony
- Eaglen, Italian Opera Arias - Carlo Rizzi (direttore d'orchestra)/Jane Eaglen/Philharmonia Orchestra, 2001 SONY BMG

## DVD parziale
- Wagner, Tristano e Isotta - Levine/Heppner/Eaglen/Dalayman, 2001 Deutsche Grammophon